# Melanophyllum
Melanophyllum là một chi nấm trong họ Agaricaceae. Chi này phân bố rộng rãi này chứa three species.

## Hình ảnh

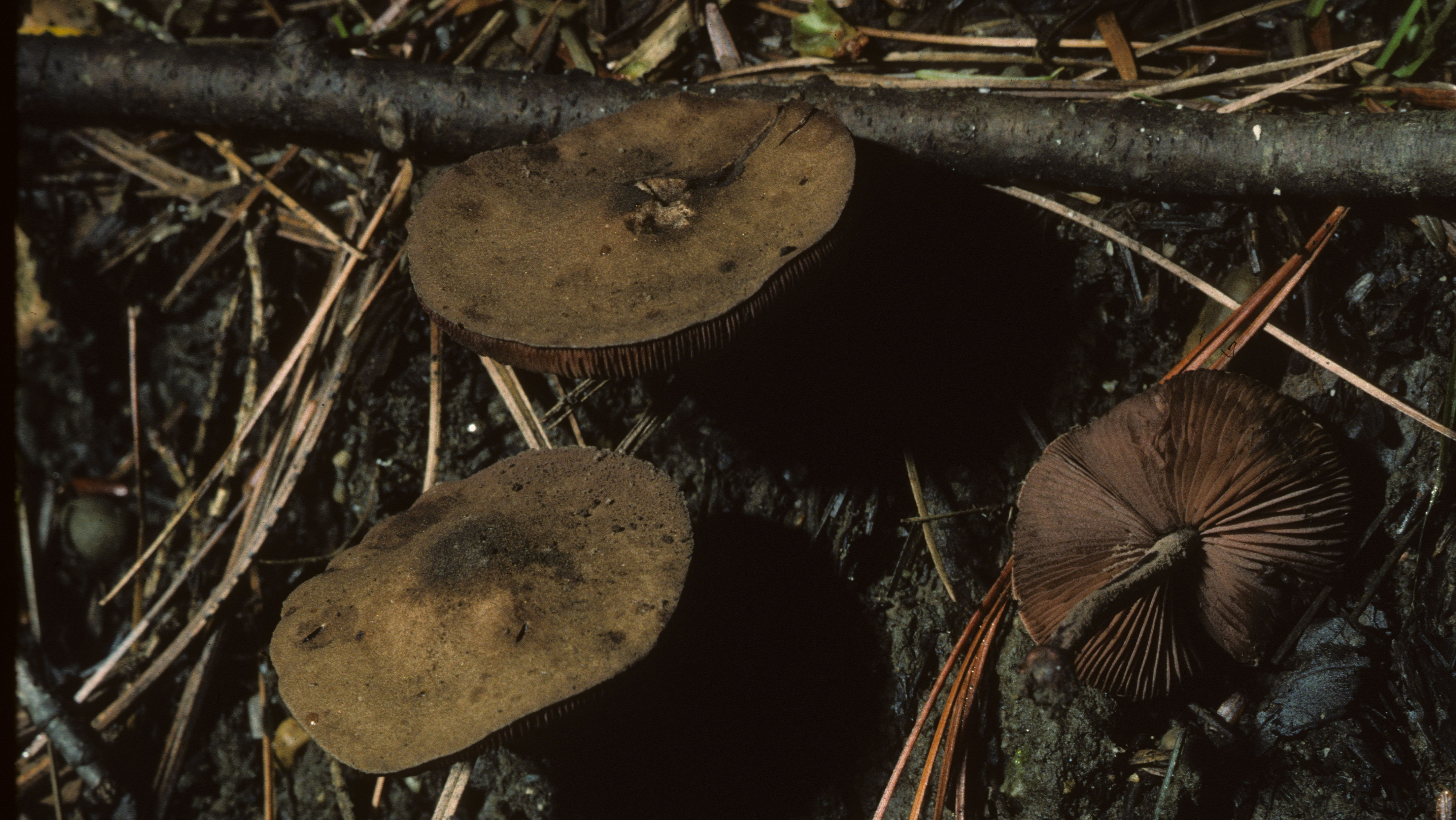